# Нільс Гольст-Серенсен
Нільс Гольст-Серенсен (дан. Niels Holst-Sørensen; 19 грудня 1922 — 24 жовтня 2023) — данський легкоатлет, який спеціалізувався у бігу на короткі та середні дистанції, чемпіон Європи, воєнний та спортивний функціонер.

## Із життєпису
Фіналіст (9-е місце) олімпійських змагань з бігу на 800 метрів на Іграх-1948.
Чемпіон Європи з бігу на 400 метрів (1946).
Срібний призер чемпіонату Європи з бігу на 800 метрів (1946).
Фіналіст (4-е місце) з естафетного бігу 4×400 метрів на чемпіонаті Європи (1946).
Багаторазовий чемпіон та призер національних першостей з бігу на 200, 400, 800 метрів та з естафетного бігу 4×400 метрів (1941—1947).
По завершенні спортивної кар'єри — перебував на військовій службі (до 1987), командував Королівськими повітряними силами Данії (1970—1982), був військовим представником Данії в НАТО (1982—1986), а також паралельно — був багато років членом Міжнародного олімпійського комітету (1977—2002) та очолював Національний олімпійський комітет Данії (1981—1984).
Пішов з життя, маючи 100 років.

## Визнання
- Кавалер Срібного Олімпійського ордена (2002)